# الحصون (يبعث)

تعديل مصدري - تعديل

الحصون هي إحدى قرى عزلة يبعث بمديرية يبعث التابعة لمحافظة حضرموت، بلغ تعداد سكانها 134 نسمة حسب تعداد اليمن لعام 2004.